# La Vie devant soi
La Vie devant soi je francouzský hraný film, který režíroval Moshé Mizrahi podle stejnojmenného románu spisovatele Romaina Garyho z roku 1975.

## Děj
Paní Rosa je bývalá prostitutka, která jako židovka přežila vyhlazovací tábor Osvětim. Bydlí v činžáku ve čtvrti Belleville, kde za malý plat vychovává děti jiných prostitutek, ve čtvrti, kde žijí Arabové, černoši a židé. Zvláštní citové pouto ji váže k nejstaršímu z jejích strávníků, malému chlapci alžírského původu jménem Momo. Ten jí vypomůže, když Rosa onemocní a musí zůstat  doma.

## Obsazení
| Simone Signoretová | Madame Rosa                    |
| Michal Bat-Adam    | Nadine                         |
| Samy Ben-Youb      | Momo                           |
| Gabriel Jabbour    | pan Hamil                      |
| Geneviève Fontanel | Maryse                         |
| Bernard La Jarrige | Louis Charmette, důchodce SNCF |
| Mohamed Zinet      | Kadir Youssef                  |
| Elio Bencoil       | Moïse                          |
| Stella Annicette   | Madame Lola                    |
| El Kebir           | Mimoun                         |
| Ibrahim Seck       | N'Da Ameder                    |
| Math Samba         | Walloumba                      |
| Claude Dauphin     | doktor Katz                    |
| Théo Légitimus     | pan Boro                       |

## Ocenění
- Oscar za nejlepší cizojazyčný film
- César pro nejlepší herečku: Simone Signoretová
- Nominace v kategorii César pro nejlepší výpravu: Bernard Evein
- Nominace v kategorii César pro nejlepší zvuk: Jean-Pierre Ruh